# Falk Hühne
Falk Hühne (* 1979) ist ein Comiczeichner und Cartoonist aus Leipzig. Er studierte bis 2006 an der Universität Leipzig Soziologie, Literatur- und Medienwissenschaft und schloss sein Studium mit dem Magister Artium ab.
In seiner Kindheit ließ er sich durch Disney-Cartoons und die Zeichentrickserie Simpsons zum Zeichnen inspirieren und produziert heute unter anderem Flash-Animationen. Seine bekannteste Figur trägt den Namen Ulkbär. Diese wurde vor allem durch Hühnes Webseite, die er seit ca. 2000 betreibt, bekannt. Mit dieser Figur nahm er erfolgreich am „active artist fund“ von sevenload teil.
Seine Werke sind durch einen frechen, sehr humorvollen und teilweise derben Stil geprägt. Er ist freiberuflich tätig und animiert vor allem für den bekannten Comiczeichner Ralph Ruthe.
Waren seine Cartoons früher nur Kennern und im sächsischen Raum ein Begriff, erlangten sie später durch die Verbreitung auf YouTube und anderen Plattformen eine größere Bekanntheit, bis hin zur Sendung im ZDF-Nachtprogramm.
Hühne ist gelegentlich zu Signierstunden auf der Buchmesse seiner Heimatstadt anzutreffen.

## Projekte
Seine Webseite ist eine Sammlung von inzwischen weit über 100 Flash-animierten Sketchen und anderen Cartoons, die die Hauptfiguren wie den meistens gut gelaunten, Witze erzählenden Ulkbären, den Checker oder das Perverso-Baby im sächsischen Dialekt in Szene setzen.
Die Seite finanziert sich durch den Vertrieb von DVDs und T-Shirts mit Hühnes Motiven.
Im Verlag Toonster erschien 2004 sein Buch Hoppelhäschenkostüm, diese Agentur vermarktete auch seine Filme und Animationen professionell.
Im Jahr 2009 erschienen der Trick-/Animations-Langfilm Die fette Made Trickparade mit Episoden von Schwarwels Schweinevogel, Ulkbär u. a. und einer Marionetten-Rahmenhandlung sowie der Kurzfilm Ulkbär – Im Schatten der Pyrolaxe.